# Parafia św. Jerzego w Cieszynie
Parafia pw. Świętego Jerzego – parafia rzymskokatolicka znajdująca się w Cieszynie. Należy do dekanatu Cieszyn diecezji bielsko-żywieckiej. Jest prowadzona przez księży diecezjalnych. W 2005 w granicach parafii zamieszkiwało 2500 katolików.

## Historia
Pierwsza wzmianka o kościele na Frysztackim Przedmieściu pochodzi z 1424. Do 1882 przy kościele działał pierwszy cieszyński szpital, „dom biednych”, a w ostatnim roku jego funkcjonowania zmarł tutaj Karol Miarka. Parafię erygowano 2 czerwca 1980.

## Zasięg parafii
Ulice: Bucewicza 16 i 18, Chopina nr 1-35, Folwarczna, Frysztacka 1–61, Gołębia, Górny Chodnik, Hażlaska 1–85, Ks. Janusza, Św. Jerzego, Krzywa, Liburnia 1–17, Ligonia, Łukowa, Moniuszki 14–26, Piękna, Singera, Słoneczna, Szymanowskiego 10–14, Wesoła, Wysoka.

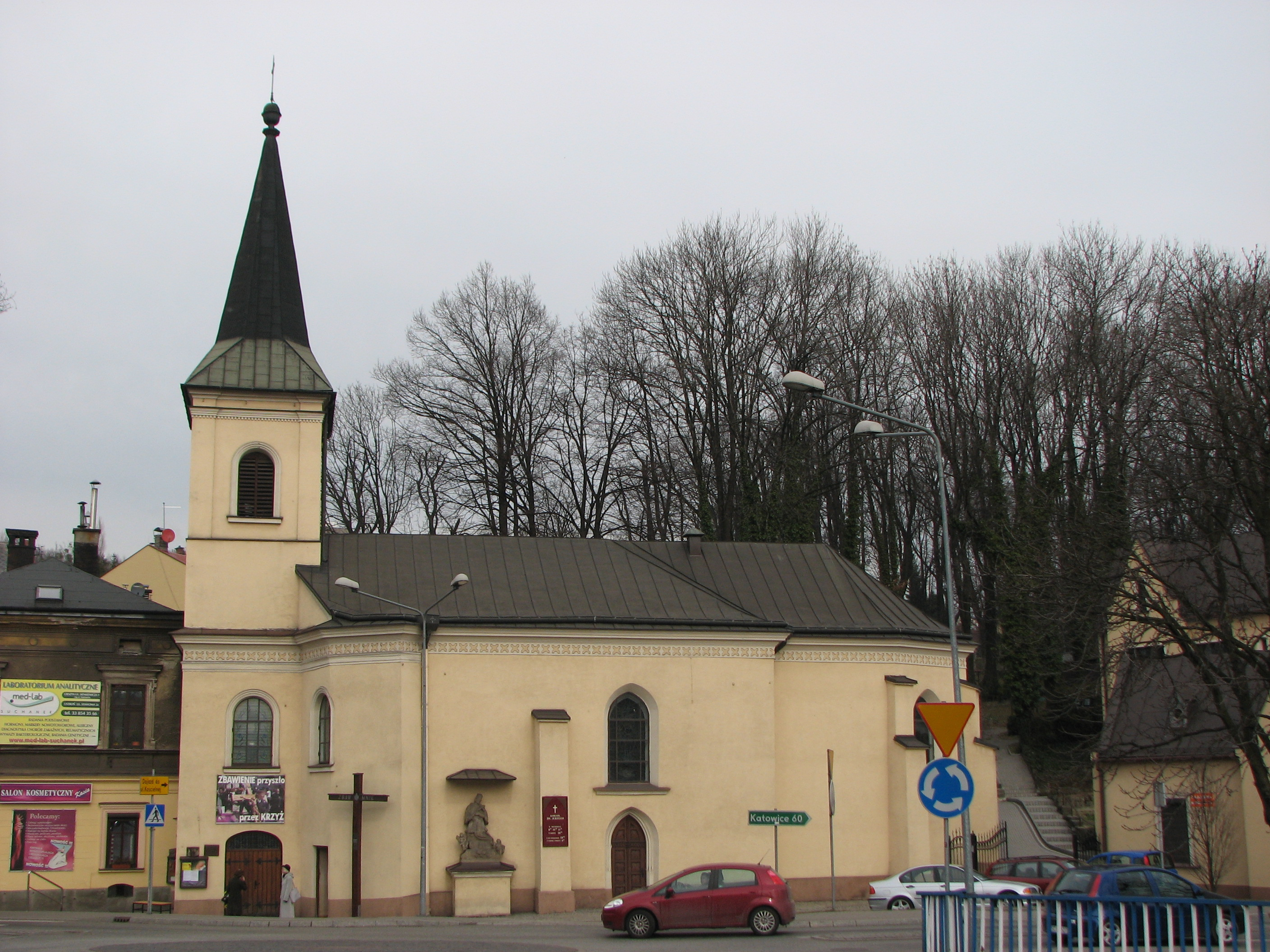
Kościół św. Jerzego